# Motte castrale de la Roche-Bertin
La motte castrale de la Roche-Bertin est situé à Sainte-Soulle en Charente-Maritime.

## Histoire
L'immeuble est inscrit au titre des monuments historiques par arrêté du 19 avril 1989.